# Amir Wali ibn Ali Hindu
Amir Wali ibn Ali Hindu fou un general i emir de Gurgan 1353-1384, mort el 1386 a l'Azerbaidjan.
Fill de Shaykh Ali Hindú (o Bisud) va servir com a general al kan Togha Temur. A la mort del seu senyor assassinat per sarbadàrides va obtenir el suport del senyor de Nasa (de la família dels Djaun Gurhan) i va derrotar els sarbadars, agafant el control del Gurgan i abans del 1360 dominava Gurgan, Astarabad, Bistam, Damghan, Simnan i Firuzkuh.
El 1370 va intentar conquerir Rayy, a l'oest, però fou derrotat pel jalayírida Uways I. El 1371 Uways, que volia sotmetre a Amir Wali, va organitzar contra ell una expedició que no va passar d'Ujan (a l'Azerbaijan). El 1373, aliat al muzaffàrida Shah Shudja, va tornar a Rayy que va ocupar així com també Sawa (a un centenar de km al sud-oest de Rayy). La mort d'Uways el 1374 va aturar altres operacions militars.
El 1381 Tamerlà va conquerir i arrasar Isfarain (Isfarayun), fortalesa d'Amir Wali, el que no va impedir que l'emir rebès als enviats del conqueridar amb honors. Tamerlà en aquell moment no va restar a la zona i va retornar a Samarcanda. Llavors Amir Wali va fer alianza amb Ali Beg ibn Argun Shah (antic senyor de Nixapur, Kalat i Tus) el qual va conquerir Tus i Kalat als sarbadàrides i va avançar contra el cap d'aquests Ali Muayyid. Al hivern del 1381-1382, Tamerlà va retornar a la zona, va assetjar Kalat i es va dirigir a Gurgan via Rughi, arribant a Kabad Jama (moderna Hajdijlar) a la riba esquerra d'un afluent del riu Gurgan, que estava entre Nardin i Gunbad-i Kabus. Amir Wali va enviar regals a Tamerlà i aquest va retornar en direcció a Samulkan, a la vall de l'Atrek. Mentre Ali Beg s'havia hagut de sotmetre al conqueridor i ell i la seva família foren deportats a Transoxiana on Ali Beg fou executat a Andijan el 1382.
El 1383 Tamerlà, després de conquerir el Sistan, va iniciar una campanya contra Amir Wali; va lliurar i guanyar la batalla de Gawars (Gawkrsh) ocupant tot seguit la fortalesa de Durun (a mig camí entre Askhabad i Kizil Arwat. Va avançar aleshores contra Dihistan i Djilawun (Mashad-iMisriyan a la riba del Atrek, per sota de Čat), creuant seguidament el riu Gurgan. Amir Wali el va combatre amb valentia a cada pas durant tot el seu avanç; va intentar un atac sorpresa de nit (desembre del 1384) que va fallar i aleshores Tamerlà va poder entrar a Astarabad. Amir Wali va enviar llavors a la seva família a Girdkuh, prop de Damghan, i ell mateix va fugir a l'oest.
Encara va participar en la defensa de Tabriz contra Toktamish el 1385, però poc després (1386) fou assassinat a traïció per Mahmud Khalkhali que l'havia allotjat. A Gurgan, Tamerlà va establir al tron com a vassall (1384) a Lukman Padshah, fill de Togha Temur.